# Deadlines (Fernsehserie)
Deadlines ist eine deutsche Dramedy-Serie. Die zunächst achtteilige Serie wurde am 9. Juli 2021 in der ZDFmediathek veröffentlicht und am 13. Juli 2021 bei ZDFneo ausgestrahlt. Im Juni 2022 wurden eine zweite und dritte Staffel der Serie bestellt. Am 10. Februar 2023 folgte die Veröffentlichung der zweiten Staffel in der ZDFmediathek, die Ausstrahlung auf ZDFneo fand vom 14. Februar bis 7. März 2023 statt. Die dritte Staffel wurde am 14. November 2024 in der ZDFmediathek veröffentlicht und soll am 3. Dezember 2024 auf ZDFneo ausgestrahlt werden.

## Produktion
Zusammen mit der Journalistin Nora Gantenbrink schrieb Johannes Boss die Drehbücher, produziert wurde die Serie von Turbokultur GmbH und redaktionell betreut vom kleinen Fernsehspiel. Die Dreharbeiten begannen im September 2020. Bei den ersten vier Folgen der ersten Staffel führte Barbara Ott Regie. Die anderen vier Folgen der ersten Staffel inszenierte Regisseurin Arabella Bartsch. Die zweite Staffel inszenierten Johannes Boss und Annika Pinske.
Die dritte Staffel wurde im Frühjahr 2024 gedreht, unter der Regie von Sonja Heiss, die zusammen mit Johannes Boss und Nora Gantenbrink ebenfalls die Drehbücher der Staffel verfasst hat.

## Handlung
Als Elif das erste Mal nach Jahren wieder nach Frankfurt-Goldstein kommt, trifft sie auf ihre Jugendfreundinnen Lena, Franzi und Jo und wirft deren Leben ganz schön durcheinander. Die vier grundverschiedenen Frauen in ihren 30ern sehen sich mit vielen gesellschaftlichen Erwartungen konfrontiert: Kinder, Beziehung, Karriere und Kapitalismus. Jede von ihnen wählt ihren ganz eigenen Weg, zwischen Wodka, Verantwortungsbewusstsein, psychologisch notwendigen One-Night-Stands und Pastinaken in der Bio-Kiste.

## Episoden

### Staffel 1
| Nr. (ges.) | Nr. (St.) | Originaltitel              | Zusammenfassung | Erstausstrahlung | Regie            |
| ---------- | --------- | -------------------------- | --- | ---------------- | ---------------- |
| 1          | 1         | Goldstein Girls            | Elif, Franzi, Jo und Lena waren wie eine Familie, bis Elif die Stadt verließ und sich einfach nicht mehr meldete. Ein ausgefallener Geschäftstermin bringt sie auf die spontane Idee, den alten Freundinnen einen Besuch abzustatten. | 9. Juni 2021     | Barbara Ott      |
| 2          | 2         | DJ Spacejohn               | Franzi beschäftigt sich mehr mit den Armuts-Problemen von Jo als mit ihren eigenen. Unterdessen lassen Lena die Gedanken um Marek und Jo nicht los.                                                                                   | 9. Juni 2021     | Barbara Ott      |
| 3          | 3         | Piercing                   | Nachdem sie Elif bei der Polizei rausgehauen haben, machen die Freundinnen einen Sleepover wie in guten alten Zeiten. Für Jo biete sich die Gelegenheit, sich an Lenas Eigentum zu vergreifen.                                        | 9. Juni 2021     | Barbara Ott      |
| 4          | 4         | Guillermo                  | Lenas erstes Tinder-Date steht an, natürlich nicht ohne Live-Übertragung für Elif und Franzi. | 9. Juni 2021     | Barbara Ott      |
| 5          | 5         | Bild - Text - Schere       | Elif gräbt buchstäblich in Hannes` Müll. Jo hat eine letzte Frage an Lounis und versucht, sich um ihre Karriere als Popstar zu kümmern.                                                                                               | 9. Juni 2021     | Arabella Bartsch |
| 6          | 6         | Zungenkuss nach dem Kotzen | Jo, Franzi und Lena versuchen Elif zurückzuholen. Lena und Marek sind endlich beim Standesamt. Stephan hat ein ganz besonderes Geschenk zu Franzis 30. Geburtstag.                                                                    | 9. Juni 2021     | Arabella Bartsch |
| 7          | 7         | Stein                      | Franzi lässt ihre Fruchtbarkeit checken und erfährt ein überraschendes Detail aus Jos Vergangenheit. Elif und Hannes sehen sich das erste Mal heimlich wieder.                                                                        | 9. Juni 2021     | Arabella Bartsch |
| 8          | 8         | Schmetterlingstage         | Marek erwischt Lena und Guillermo. Es kommt zum Krisengespräch. Die vier Freundinnen gehen in ihrer alten Schule auf einen Drogentrip.                                                                                                | 9. Juni 2021     | Arabella Bartsch |

### Staffel 2
| Nr. (ges.) | Nr. (St.) | Originaltitel         | Zusammenfassung | Erstausstrahlung | Regie                        |
| ---------- | --------- | --------------------- | --- | ---------------- | ---------------------------- |
| 9          | 1         | Befiehl du deine Wege | Die „Goldstein Girls“ kommen anlässlich der Beerdigung ihres alten Deutschlehrers Joachim Wittig wieder zusammen und sorgen in der Kirche spürbar für Aufregung. Talisa stiehlt sich heimlich davon. | 10. Feb. 2023    | Johannes Boss                |
| 10         | 2         | My All                | Es geht weiter auf Joachim Wittigs Beerdigung. Franzi liest ihre Erinnerungen vor, sodass Elif einschreiten muss. Jo wird genötigt zu singen. Am Grab von Wittig taucht plötzlich Jo’s Vater Prince auf. Talisa hat den Wohnblock ihrer leiblichen Mutter gefunden und hinterlässt ihr eine Nachricht. Sie ist rechtzeitig zurück zur Beisetzung. Von Jos Fahrer lassen sich die „Goldstein Girls“ chauffieren und kommen an einer Unfallstelle vorbei.   | 10. Feb. 2023    | Johannes Boss                |
| 11         | 3         | Lenesker Abgang       | Es zeigt sich, dass Marek der Verunfallte war und nun von Lena gepflegt werden muss. Jo gibt ihre Einweihungsparty, bei der die „Goldstein Girls“ auf Jos neue Freundinnen treffen. Es kommt zum Eklat. | 10. Feb. 2023    | Annika Pinske                |
| 12         | 4         | Happy Bayram          | Elif besucht ihre Eltern, um mit ihnen Bayram zu feiern. Sie wird von Franzi begleitet und bittet sie um stillschweigen bzgl. bestimmter Themen. Franzi gibt am Tisch bekannt, dass sie schwanger sei, aber nicht wisse, wer der Vater sei, ihr Kind aber gern muslimisch erziehen möchte. Jo hat eine kreative Schaffenskrise. Ihr Vater wohnt immer noch bei ihr und sie fragt nach, wie er sie gefunden habe. Lena schwelgt mit Marek in Erinnerungen. | 10. Feb. 2023    | Annika Pinske                |
| 13         | 5         | Schmetterlinge        | Mareks Handy hat den Unfall unbeschadet überstanden. Lena will ihm die in den letzten Wochen aufgelaufenen Nachrichten vorlesen, entdeckt dabei jedoch, dass er seit längerem eine Affäre mit einem Mann hatte. Sie nimmt in Mareks Namen Kontakt mit ihm auf. Jo präsentiert den Mädels ihren neuen Song, der aber nicht überzeugen kann. Hingegen kann Lena mit ihrer Improvisation an Keyboard und Saxophon begeistern.                                | 10. Feb. 2023    | Annika Pinske                |
| 14         | 6         | Große Runde           | Die „Goldstein Girls“ fahren die so genannte „große Runde“ durch Frankfurt, so wie früher. Das heißt: Sie cruisen mit dem Auto rum, essen Chicken Nuggets und verhandeln die großen und kleinen Themen. (Text: ZDF) | 10. Feb. 2023    | Johannes Boss                |
| 15         | 7         | Gladiator             | Elif outet sich gegenüber Hannes als seine neue Chefin. Franzi zeigt Lena das Haus, in dem sie aufgewachsen ist und in dem noch nie eine der „Goldstein Girls“ war. Jo muss in eine Fernsehshow und steht kurz vor ihrem ersten großen Konzert. (Text: ZDF) | 10. Feb. 2023    | Annika Pinske, Johannes Boss |
| 16         | 8         | Saure Pommes          | Es ist Zeit für Geständnisse: Jo bekommt von ihrer Mutter eine bittere Erkenntnis serviert. Elif taucht mit Hannes bei ihren Eltern auf und gesteht, dass er sie vor langer Zeit hat sitzen lassen. (Text: ZDF) | 10. Feb. 2023    | Annika Pinske, Johannes Boss |

### Staffel 3
| Nr. (ges.) | Nr. (St.) | Originaltitel                      | Erstausstrahlung | Regie       |
| ---------- | --------- | ---------------------------------- | ---------------- | ----------- |
| 17         | 1         | Hirtenjunge                        | 14. Nov. 2024    | Sonja Heiss |
| 18         | 2         | Die Elektrische                    | 14. Nov. 2024    | Sonja Heiss |
| 19         | 3         | Pussitivity                        | 14. Nov. 2024    | Sonja Heiss |
| 20         | 4         | Flitschenringe                     | 14. Nov. 2024    | Sonja Heiss |
| 21         | 5         | Alternative Deutsche Heimatscheiße | 14. Nov. 2024    | Sonja Heiss |
| 22         | 6         | Fett ist dicker als Wasser         | 14. Nov. 2024    | Sonja Heiss |
| 23         | 7         | Climate Cats                       | 14. Nov. 2024    | Sonja Heiss |
| 24         | 8         | 40                                 | 14. Nov. 2024    | Sonja Heiss |

## Rezeption
Friederike Zoe Grasshoff lobte in ihrer Kritik für die Süddeutsche Zeitung die „unklassische“ Charakterzeichnung der Hauptfiguren und die „teilweise extrem gut geschriebenen Dialoge“. Obwohl „die ein oder andere Szene überladen“ sei, schaue man den Frauen gern bei der Suche nach ihrer „offiziellen Verwendung“ zu. Tilmann P. Gangloff nannte Deadlines in seiner Kritik für den Tagesspiegel eine „erfrischend boshafte und politisch unkorrekte“ Serie, bei der vor allem die vier Hauptdarstellerinnen „sehenswert“ seien. Die Dialoge seien ein „intellektuelles Vergnügen“. Das regelmäßige Durchbrechen der Vierten Wand für Kommentare oder Richtigstellungen der Figuren störe laut Gangloff hingegen den Handlungsfluss, sorge nur selten für echten Erkenntnisgewinn und hätte mit ein wenig mehr Mühe subtiler erzählt und inszeniert werden können.
Die Serie erhielt eine Nominierung für den Grimme-Preis 2022.